# Voetbalkampioenschap van Midden-Elbe 1925/26
In 1925/26 werd het zestiende voetbalkampioenschap van Midden-Elbe gespeeld, dat georganiseerd werd door de Midden-Duitse voetbalbond. Fortuna Magdeburg werd kampioen en plaatste zich voor de Midden-Duitse eindronde. De club verloor meteen van FC Viktoria 1903 Zerbst.  
Cricket-Viktoria mocht naar de aparte eindronde voor vicekampioenen, waarvan de winnaar nog kans maakte op deelname aan de nationale eindronde. De club versloeg SpVgg 1898 Dessau, FC Salzwedel 09, BSC 1907 Sangerhausen en verloor dan van Erfurter SC 1895.

## Gauliga
| Plaats | Club                           | Wed. | W  | G | V  | Saldo | Ptn.  |
| ------ | ------------------------------ | ---- | -- | - | -- | ----- | ----- |
| 1.     | FV Fortuna 1911 Magdeburg      | 18   | 14 | 1 | 3  | 85:33 | 29:7  |
| 2.     | BFC Preußen 02 Burg            | 18   | 12 | 3 | 3  | 56:29 | 27:9  |
| 3.     | MFC Cricket-Viktoria Magdeburg | 18   | 11 | 5 | 2  | 45:24 | 27:9  |
| 4.     | SuS 1898 Magdeburg             | 18   | 10 | 2 | 6  | 55:36 | 22:14 |
| 5.     | SV Viktoria 1896 Magdeburg     | 18   | 9  | 3 | 6  | 64:41 | 21:15 |
| 6.     | Magdeburger FC Preußen 1899    | 18   | 8  | 3 | 7  | 50:46 | 19:17 |
| 7.     | Magdeburger SC 1900            | 18   | 6  | 2 | 10 | 52:61 | 14:22 |
| 8.     | VfL Neuhaldensleben            | 18   | 5  | 1 | 12 | 37:62 | 11:25 |
| 9.     | VfL 1912 Genthin               | 18   | 2  | 4 | 12 | 28:79 | 8:28  |
| 10.    | MFC Komet 1908 Magdeburg       | 18   | 0  | 2 | 16 | 30:89 | 2:34  |

|  | Kampioen, geplaatst voor Midden-Duitse eindronde |
|  | Play-off tweede plaats                           |
|  | Degradatie                                       |

Play-off tweede plaats
|  |                     |       |                                |  |
|  | BFC Preußen 02 Burg | 0 – 1 | MFC Cricket-Viktoria Magdeburg |  |
|  |                     |       |                                |  |

De winnaar mocht naar de eindronde voor vicekampioenen